# Michael Gerber (évêque)
Pour les articles homonymes, voir Michael Gerber.
Michael Gerber, né le 15 janvier 1970 à Oberkirch (Bade-Wurtemberg, Allemagne), est un prélat catholique allemand, évêque auxiliaire de Fribourg de 2013 à 2018. Il est depuis le 13 décembre 2018 évêque du diocèse de Fulda.

## Biographie

### Formation et prêtrise
Entre 1989 et 1995, Michael Gerber étudie, après avoir quitté le Gymnasium Hans-Furler d'Oberkirch, la philosophie et la théologie catholique à Fribourg-en-Brisgau et à l'Université pontificale grégorienne de Rome.
Il travaille à Bietigheim entre 1992 et 1993 et dans les paroisses du Sacré-Cœur à Ettlingen et de Saint-Georges à Malsch entre 1995 et 1996, date à laquelle il reçoit le diaconat.
Le 11 mai 1997, il est ordonné prêtre par Oskar Saier (de). Il devient alors aumônier à Malsch de 1997 à 1999, puis aumônier universitaire de l'école secondaire de Fribourg-Littenweiler de 1999 à 2001. Il devient également sous-directeur du séminaire théologique de l'archevêché en 2002.
En 2006, il est nommé chancelier du séminaire de l'archidiocèse de Fribourg. En 2005, il devient membre du Conseil général de la communauté internationale des prêtres. En 2007, il obtient son doctorat en théologie avec une thèse sur les bases théologiques et anthropologiques des professions spirituelles.
Depuis 2011, il est recteur du séminaire du Collegium Borromaeum (de) à Fribourg-en-Brisgau.

### Épiscopat
Le 12 juin 2013, le pape François le nomme évêque titulaire de Migirpa (de) et évêque auxiliaire de Fribourg. Il est alors consacré par Robert Zollitsch — assisté de Bernd Uhl et Rainer Klug — le 8 septembre de la même année. Il choisit comme devise : « Tecum dans foedere ».
Le pape François le nomme évêque du diocèse de Fulda le 13 décembre 2018.

### Source
- (de) Cet article est partiellement ou en totalité issu de l’article de Wikipédia en allemand intitulé « Michael Gerber » (voir la liste des auteurs).